# Piotrkowice (wieś w powiecie kościańskim)
Piotrkowice – wieś w Polsce, położona w województwie wielkopolskim, w powiecie kościańskim, w gminie Czempiń.

## Historia
Wieś szlachecka położona była w 1581 roku w powiecie kościańskim województwa poznańskiego.
W okresie Wielkiego Księstwa Poznańskiego (1815–1848) miejscowość wzmiankowana jako Piotrkowice należała do wsi większych w ówczesnym pruskim powiecie Kosten rejencji poznańskiej. Piotrkowice należały do okręgu czempińskiego tego powiatu i stanowiły odrębny majątek, którego właścicielem był wówczas (1846) Koczorowski. Według spisu urzędowego z 1837 roku Piotrkowice liczyły 300 mieszkańców, którzy zamieszkiwali 37 dymów (domostw).
W latach 1975–1998 miejscowość należała administracyjnie do województwa poznańskiego.
W miejscowości znajduje się Sala Królestwa Świadków Jehowy.